# Forever and Counting
Forever and Counting es el segundo álbum de estudio de Hot Water Music. Se grabó en 1997 por Steve Heritage, quien también volvió a producirlo. Esta vez Doghouse Records se encargó de firmar este disco. Scott Sinclair también creó la portada de Forever and Counting.

## Listado de canciones
1. "Translocation" – 3:21
2. "Better Sense" – 3:12
3. "Just Don't Say You Lost It" – 3:10
4. "Position" – 3:56
5. "Rest Assured" – 4:07
6. "Manual" – 5:08
7. "Minno" – 3:53
8. "Three Summers Strong" – 4:13
9. "Man the Change" – 2:33
10. "Western Grace" – 4:17

## Créditos
- Chuck Ragan - cantante, guitarra
- Chris Wollard - cantante, guitarra
- Jason Black - bajo
- George Rebelo - batería

- Datos: Q2439860